# Spider-Man: Amici o nemici
Spider-Man: Amici o nemici (Spider-Man: Friend or Foe) è un videogioco sviluppato da varie software house, a seconda delle piattaforme, basato sul supereroe dei fumetti della Marvel Comics, l'Uomo Ragno. Il videogioco è ispirato alla trilogia cinematografica sul personaggio diretta da Sam Raimi ma con una trama inedita e non canonica.
Spider-Man: Amici o nemici è stato pubblicato il 2 maggio 2007 in Nord America, il 31 ottobre in Australia e il 2 novembre in Europa per le piattaforme Microsoft Windows, Wii, Xbox 360, PlayStation 2, PlayStation Portable e Nintendo DS.
La particolarità del videogioco è quella di poter controllare, oltre che Spider-Man, anche i suoi nemici ed alleati, che combatteranno al suo fianco.

## Trama
New York City, 2007. Una sera come tante, Spider-Man si ritrova a combattere su un tetto contro il Goblin, il Dottor Octopus, l'Uomo Sabbia e Venom, ma viene assistito dal Nuovo Goblin. Dopo che i cattivi sono stati sconfitti, vengono attaccati da un certo numero di creature simili a simbionti. Prima che abbiano la possibilità di combatterli, i cattivi e il Nuovo Goblin vengono teletrasportati via da una forza sconosciuta, mentre Spider-Man viene salvato dallo S.H.I.E.L.D. e portato a bordo del loro Helicarrier. Lì conosce Nick Fury, che spiega che le creature che li hanno attaccati si chiamano P.H.A.N.T.O.M. (Perpetual Holographic Avatar Nano-Tech Offensive Monsters) e sono una combinazione di simbionte alieno e tecnologia olografica. Rivela quindi che la meteora che ha portato in origine il simbionte sulla Terra si è rotta in più frammenti nell'atmosfera del pianeta, che sono atterrati in varie località in tutto il mondo. Secondo quanto riferito, qualcuno ha già recuperato alcuni frammenti e li ha usati per creare i P.H.A.N.T.O.M., quindi Spider-Man ha ora il compito di recuperare i frammenti rimanenti prima che cadano nelle mani sbagliate. Spider-Man viene subito affiancato da due agenti dello S.H.I.E.L.D. disponibili per aiutarlo nella sua ricerca, Prowler e la Gatta Nera.
A Tokyo, la prima località, l'arrampicamuri incontra la Gatta, che lo S.H.I.E.L.D. ha inviato per indagare, e Spider-Man la convince a unire le forze. Più avanti trova anche il Dottor Octopus nel suo laboratorio segreto, dove sta tentando di ricreare il suo esperimento sul potere di fusione, e Goblin alla Oscorp Tower. Dal momento che entrambi i cattivi sono stati posti sotto il controllo mentale dal creatore dei P.H.A.N.T.O.M. a causa del frammento di meteora che portano addosso, ora cercano vendetta contro Spider-Man e lo S.H.I.E.L.D. e con riluttanza si uniscono all'eroe dopo che lui li ha sconfitti e liberati dal controllo mentale.
Sull'isola di Tangaroa, in Oceania, Spider-Man salva un altro agente dello S.H.I.E.L.D., Pugno d'Acciaio, dai P.H.A.N.T.O.M., e sconfigge lo Scorpione e Rhino, recuperando i frammenti di meteora e persuadendo entrambi a unirsi alla sua squadra. Al Cairo, poi, Spider-Man incontra Lizard, che recluta con estrema facilità, e sconfigge un Uomo Sabbia a cui è stato fatto il lavaggio del cervello, che consegna il suo frammento di meteora e accetta di aiutare l'eroe.
In Transilvania, Spider-Man incontra il cacciatore di vampiri Blade che combatte i P.H.A.N.T.O.M., e questi gli spiega che sta dando la caccia a una creatura che ricorda vagamente Spider-Man nell'aspetto. Subito il protagonista si rende conto che la creatura in questione è Venom. Dopo averlo rintracciato in una vecchia chiesa, lo sconfigge grazie alle campane e recupera il suo frammento di meteora. Successivamente, Venom racconta che l'ultimo ricordo che ha è di qualcuno con una "boccia dei pesci in testa" che probabilmente è il responsabile del suo controllo mentale, ed è reclutato nella squadra, nonostante Spider-Man non sia molto entusiasta dell'idea visti i suoi trascorsi più personali con lui.
Sebbene la squadra di Spider-Man sia stata in grado di recuperare tutti i frammenti di meteora, i P.H.A.N.T.O.M. hanno dimostrato di essere diventati sempre più forti con ogni luogo che hanno visitato, al punto che ora assomigliano a simbionti al naturale, senza alcun segno di tecnologia olografica al loro interno. In Nepal, la ricerca dell'ultimo frammento di meteorite porta Spider-Man a incontrare finalmente il creatore del P.H.A.N.T.O.M.: Mysterio. Affermando che vuole conquistare il mondo con il suo esercito e che ha bisogno dei frammenti di meteora per renderlo più potente, Mysterio ruba la maggior parte dei frammenti di Spider-Man da lui raccolti fino a quel momento e fugge, lasciando i suoi P.H.A.N.T.O.M. a combatterlo. In netto svantaggio, Spider-Man stringe con riluttanza l'ultimo frammento nella sua mano, portando il simbionte al suo interno a ricreare il suo famigerato costume nero, che esalta i suoi poteri e gli permette di liberarsi. Combattendo per superare gli ultimi P.H.A.N.T.O.M. rimasti e raggiungere il nascondiglio di Mysterio, Spider-Man alla fine sconfigge il cattivo e rivendica i frammenti rubati. Di ritorno all'Helicarrier per consegnarli a Nick Fury e farsi rimuovere il costume nero, Spider-Man viene ringraziato per il suo aiuto e torna a casa. Fury in seguito analizza i frammenti e, credendo che Mysterio stesse pianificando qualcos'altro, decide di studiarli ulteriormente, dicendo al suo computer di avviare il Progetto Carneficina (in inglese Carnage).

## Modalità di gioco
Funzionando come un classico picchiaduro in 3D, in Spider-Man: Amici o nemici Spider-Man e i suoi alleati usano l'Helicarrier come base principale, e si sposteranno di volta in volta in un livello che rappresenta una località del globo, a sua volta suddiviso in quattro missioni. Il giocatore controllerà principalmente Spider-Man, ma sarà in grado di passare al personaggio che lo accompagna. Un secondo giocatore ha la possibilità di partecipare e giocare come aiutante. Ogni personaggio ha il proprio stile di combattimento unico e man mano che la storia procede, vengono reclutati nuovi aiutanti, che possono essere eroi o cattivi: questi ultimi devono prima essere sconfitti in una battaglia.
Il giocatore può acquisire dei gettoni per potenziare le abilità di combattimento, dei power-up che possono migliorare temporaneamente il giocatore e oggetti collezionabili (delle eliche di DNA) che sbloccano contenuti aggiuntivi, come biografie dei personaggi e concept art. Inoltre, il giocatore trova stanze segrete in tutti i livelli che, una volta liberate dai nemici, possono essere utilizzate come aree di battaglia nella modalità a due giocatori.
Tutti i personaggi possono essere aggiornati tramite un albero tecnologico. Lo stesso Spider-Man ha gli aggiornamenti più estesi per le sue abilità di combattimento, con tre modalità di ragnatela intercambiabili completamente separate, che possono essere sbloccate e utilizzate. Ogni altro personaggio ha una sua mossa speciale sbloccabile. Spider-Man e i suoi alleati possono anche eseguire una Hero Strike, una mossa di coppia che spazza via intere ondate di nemici. Ogni Hero Strike è diversa a seconda dell'alleato utilizzato, sebbene l'effetto sia lo stesso. La Hero Strike può essere eseguita solo col gettone, che può essere trovato in uno dei livelli o acquistato dal negozio di potenziamenti.

## Personaggi
I personaggi sono ispirati nel design alle rispettive controparti cinematografiche della trilogia di Sam Raimi su Spider-Man eccetto Venom, mentre gli altri sono basati sulla loro versione dei fumetti.
- Spider-Man
- Nick Fury
- Prowler
- La Gatta Nera (nel gioco ha i capelli con la coda, mentre solitamente li tiene sciolti)
- Il Dottor Octopus
- Goblin
- Lo Scorpione
- Pugno d'Acciaio
- Rhino
- Lizard (viene mostrato tra i buoni, mentre di solito è un antagonista)
- L'Uomo Sabbia
- Blade
- Venom
- Mysterio
- Il Nuovo Goblin (New Goblin)
- Electro (solo per PSP)
- Carnage (solo per PSP)

## Luoghi

### Livelli
- Tokyo (Giappone):
  - Boss:  il Dottor Octopus e Goblin
  - Alleati: Prowler (all'inizio) e la Gatta Nera
- Isola di Tangaroa (Oceania):
  - Boss: lo Scorpione e Rhino
  - Alleato: Pugno d'Acciaio
- Il Cairo  (Egitto):
  - Boss: l'Uomo Sabbia
  - Alleato: Lizard
- Transilvania (Romania):
  - Boss: Venom
  - Alleato: Blade
- Nepal:
  - Boss: Mysterio
  - Alleato: Nuovo Goblin

### Altri luoghi
- Portaerei della S.H.I.E.L.D..
- Mediterraneo Undercity (solo per PSP)
- New York, Stati Uniti d'America (solo per NDS)
- Parigi, Francia (solo per NDS)